# Salle de marchés

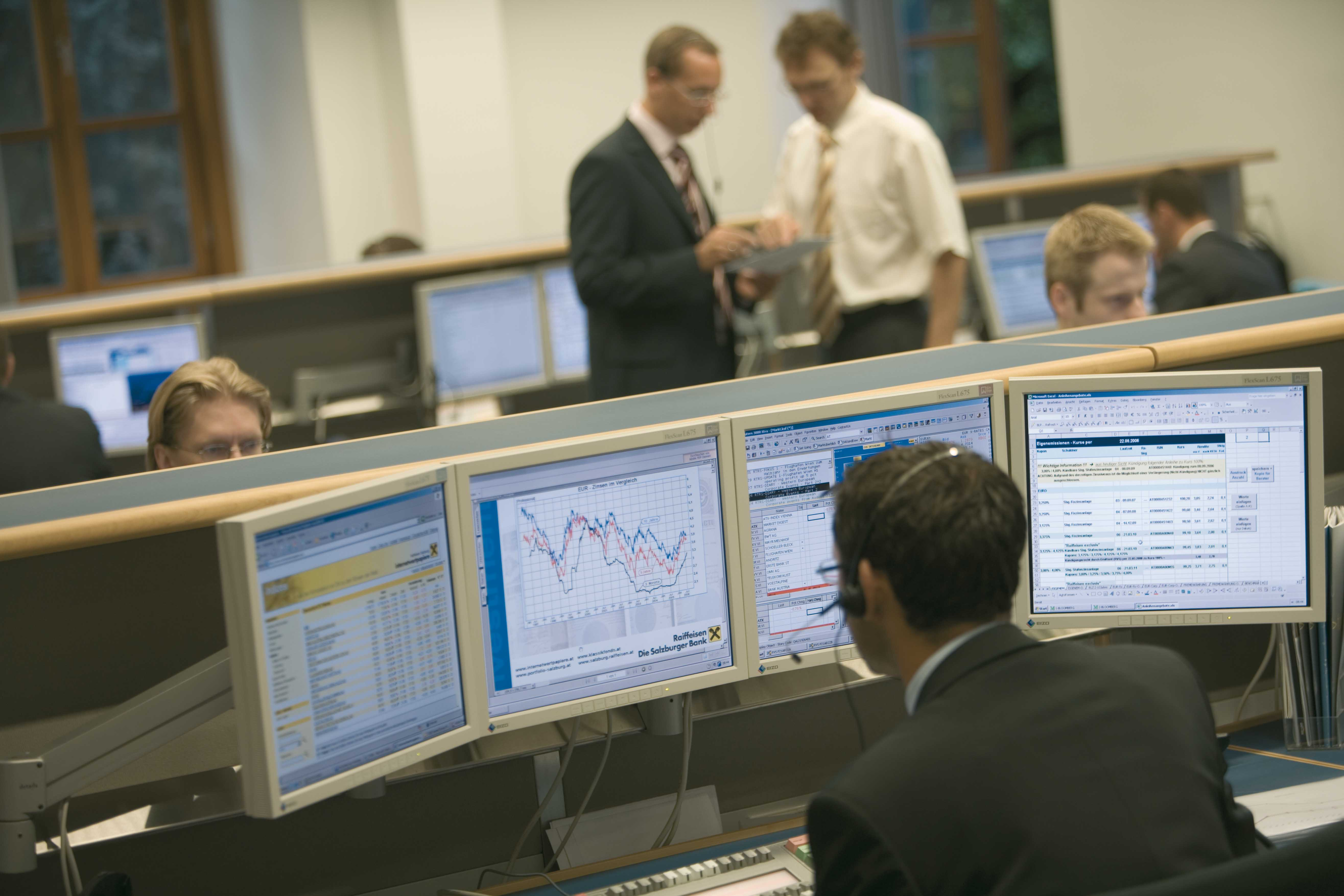
Salle des marchés de RVS

Une salle de(s) marchés est une salle où sont rassemblés les opérateurs de marché intervenant sur les marchés financiers.
L'usage désigne souvent la salle des marchés par le terme de front-office.
Les pays anglo-saxons et d'autres pays utilisent le terme de trading-room, voire de dealing-room ou de trading-floor. Le terme de floor (parquet) est inspiré de celui d'une bourse cotant à la criée.
Avec l'effacement progressif de la cotation à la criée au profit des bourses électroniques, la salle des marchés devient le seul lieu de vie emblématique du marché financier.
C'est aussi le plus souvent là que sont mises en œuvre les technologies de l'information les plus récentes avant d'être disséminées dans les autres secteurs de l'établissement financier.

## Origine
Le terme français de salle des marchés est inventé par la Banque Indosuez en 1982, qui est aussi la première banque en Europe à en créer une, cette année-là, sur un plateau de 1 000 m2, rue de Courcelles dans le 17ème arrondissement de Paris, alors que ce concept s'est imposé depuis plusieurs années aux États-Unis.
À cette époque, les activités financières étaient séparées en autant de départements, répartis quelquefois sur plusieurs sites, qu'il y a de segments de marché : marché interbancaire (domestique et devises), marché des changes, financement à long terme, bourse, marché obligataire, etc.
En rassemblant ces équipes en un lieu unique, Indosuez, puis les établissements qui suivront son exemple peu après, veulent assurer une meilleure diffusion des informations de marché, pour une plus grande réactivité des opérateurs ; une confrontation d'idées sur l'évolution des marchés et leurs opportunités ; enfin, une coordination des desks dans l'action commerciale.

## Contexte
Les salles des marchés apparaissent tout d'abord au sein des maisons de titres américaines, telles que Morgan Stanley, à partir de 1971, avec la création du NASDAQ, qui requiert chez elles une table actions, et le développement du marché secondaire des produits de dette, notamment fédérale, qui requiert une table obligataire.
La propagation en Europe des salles des marchés, entre 1982 et 1987, est ensuite impulsée par deux réformes sur l'organisation des marchés financiers mises en œuvre à peu près simultanément en Grande-Bretagne et en France.
En Grande-Bretagne, le Big Bang sur le London Stock Exchange, efface la distinction des rôles de courtier (broker) et de market-maker (jobber) et incite les banques américaines, jusque-là interdites d'accès à la bourse de Londres, d'y installer une salle des marchés.
En France, la déréglementation des activités financières, conduite par Pierre Bérégovoy, ministre de l'Économie et des Finances, entre 1984 et 1986, se traduit notamment par la création d'un marché de titres de créances négociables, la création de contrats à terme de taux d'intérêt, avec le MATIF, et d'options négociables avec le MONEP, la modernisation de la gestion de la dette publique, avec l'introduction des obligations assimilables du Trésor et la création du statut de Spécialiste en valeurs du Trésor. L'apparition de ces nouveaux compartiments de marché appelle la création de nouveaux postes d'opérateurs dans les salles des marchés.

## Métiers
Une salle des marchés sert deux types de métier :
- le trading, et l'arbitrage, métier des banques d'investissement et des courtiers ; le monde anglo-saxon utilise communément le terme de sell-side ;
- l'investissement, métier des sociétés de gestion d'actifs et des investisseurs institutionnels ; les anglo-saxons utilisent le terme de buy-side.

Les banques d'investissement sont les premières à avoir rassemblé leurs équipes en salle de marchés ; les sociétés de gestion d'actifs et les grandes entreprises les ont suivies ultérieurement ; Péchiney est par exemple une des premières entreprises à créer une salle de marchés, pour gérer ses couvertures de change.
Le type de métier détermine des spécificités dans l'organisation et l'équipement logiciel de la salle des marchés.

## Organisation
Les salles des marchés constituent le front office, par opposition aux activités de post-marché. Le middle-office et le back-office ne sont en effet normalement pas installés dans la salle des marchés. 
Les salles sont en général organisées en desks, ou tables, spécialisées par produits ou segment de marché (actions, taux courts, taux longs, options…), qui partagent un large open space.
Dans la salle d'une banque d'investissement, un desk distingue en général :
- des traders dont le rôle est de proposer le meilleur prix possible aux commerciaux, notamment en anticipant sur les évolutions de marché. Le trader retourne ses opérations conclues avec les commerciaux auprès de traders d'autres entités du groupe ou d'autres banques d'investissement, ou auprès :
- des animateurs de marché (market-makers), assimilables à des grossistes. Les opérations négociées par les market-makers ont des termes standard.

Les commerciaux (sales) concluent avec leurs clients des opérations dont les termes leur sont spécifiques. Concentrés sur la relation clientèle, ils interviennent généralement sur la plupart des produits.

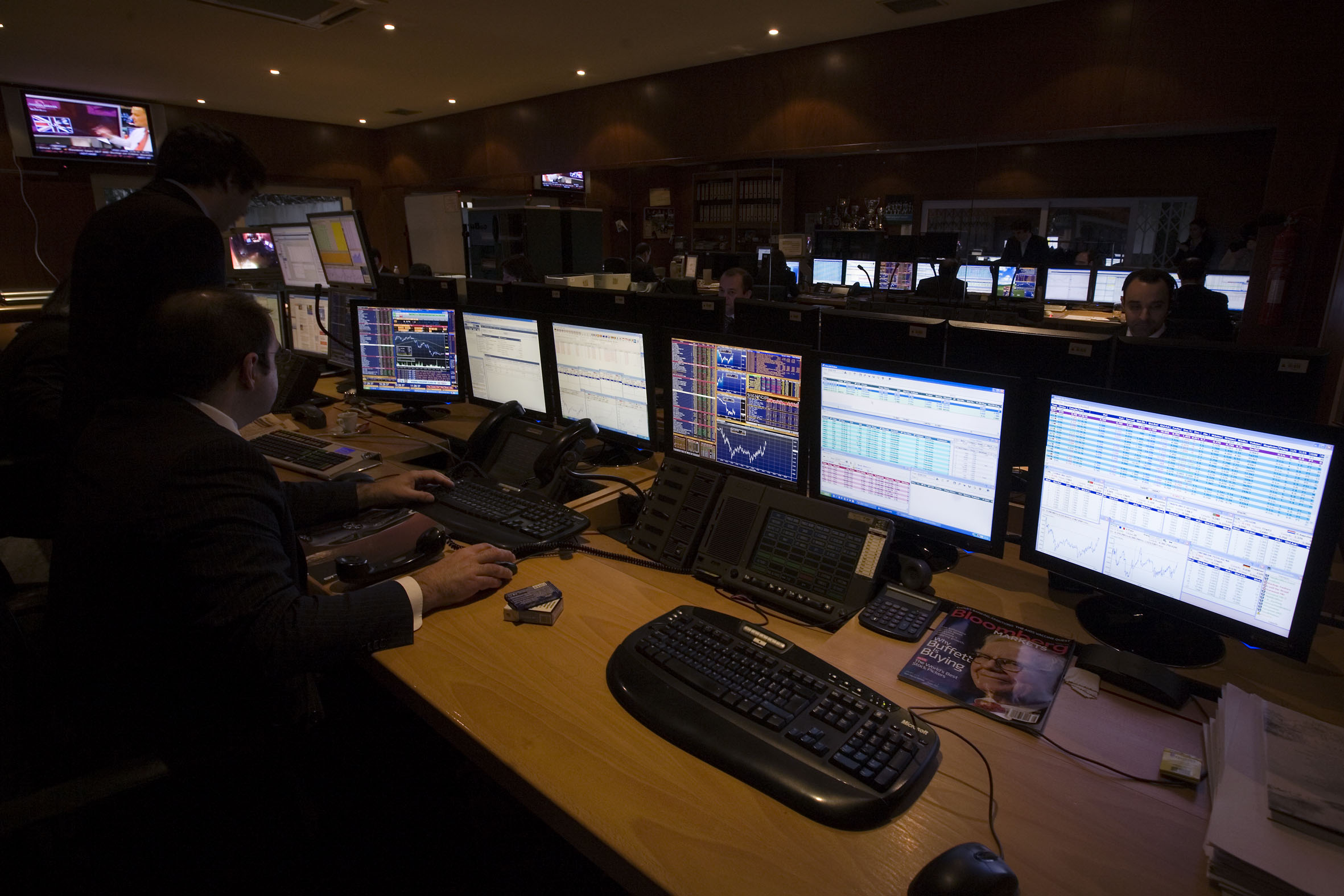
Un desk

Plusieurs grandes institutions ont regroupé leurs desks cash et dérivés, tandis que d'autres, comme UBS ou la Deutsche Bank, par exemple, mettant l'accent sur la relation avec la clientèle, structurent leur salle des marchés à partir des desks de sales.
Dans les plus grosses salles, certains opérateurs travaillent off shore pour le compte d'une autre entité du groupe située dans un autre fuseau horaire. Ainsi, une salle peut avoir à Paris des traders détachés par la filiale de New York et dont les horaires de travail sont décalés en conséquence. Sur la table de changes, et parce que ce marché fonctionne 24h sur 24 en fonction des fuseaux horaires, une organisation de portefeuilles tournants peut être mise en place : par exemple, un trader situé à Paris ou à Londres prendra en charge, en début de matinée, les positions ouvertes de la salle de Singapour (ou Tokyo, ou Bahreïn) et les gère jusqu'à les transmettre, en fin de journée, à un homologue situé à New York.
Certains établissements, en particulier ceux qui se sont dotés d'une capacité de développement rapide (RAD), choisissent de fondre également dans leur salle des marchés leurs équipes d'ingénieurs financiers et d'informaticiens spécialisés dans le front-office ; ces derniers sont alors rattachés à la direction des opérations de marché plutôt qu'à la direction informatique.
Plus récemment est apparu le profil de déontologue qui, au sein de la salle des marchés, s'assure du respect de la loi contre les abus de marché et des règles éthiques inscrites au règlement intérieur.
Chez les investisseurs, l'organisation est plus simple :
- les gestionnaires, ou gérants, gèrent un ou plusieurs portefeuilles[5].
- les traders, ou négociateurs, sont en contact avec des brokers, c'est-à-dire des commerciaux dans des banques d'investissement ; toutefois, ce profil est absent chez les sociétés de gestion de portefeuille qui font le choix d'externaliser leur table de négociation[6].

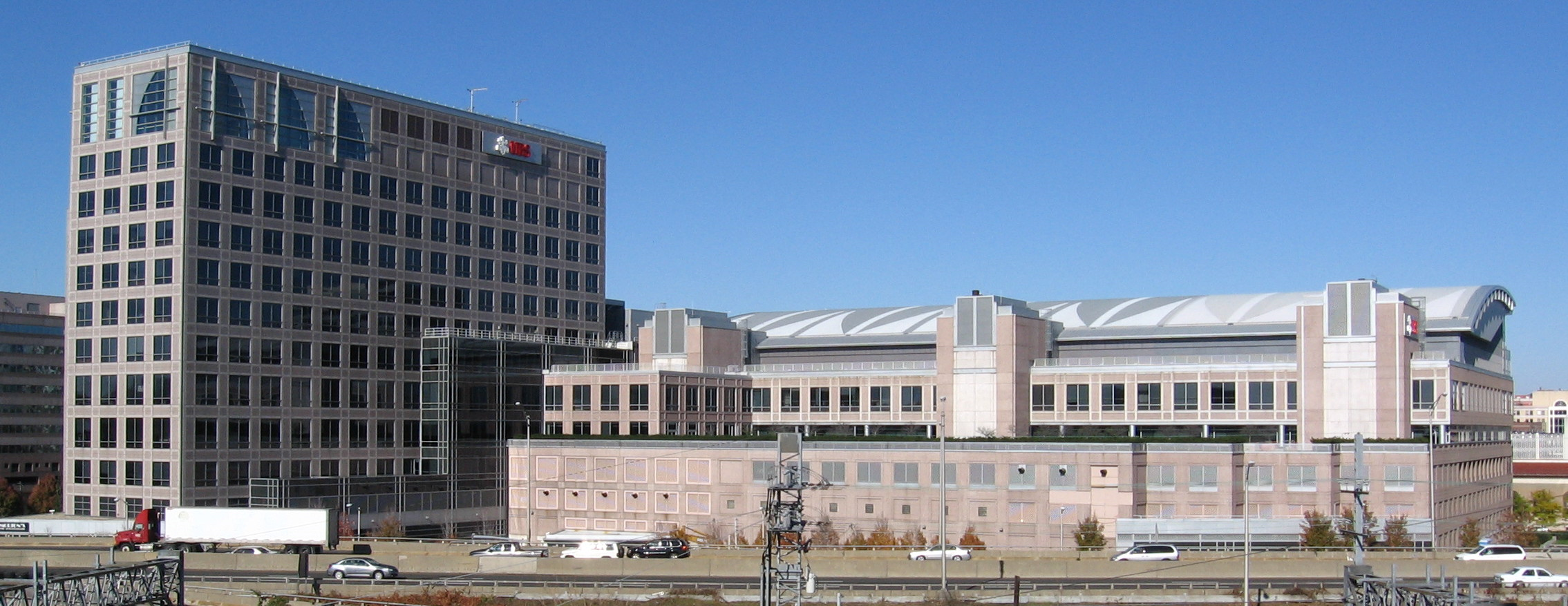
Siège nord-américain d'UBS, Stamford, Connecticut : la salle des marchés se trouve sous le toit arrondi

Le développement des activités de marchés, tout au long des années 1980 et 1990, nécessite des plateaux toujours plus vastes, et spécialement adaptés au câblage informatique et téléphonique. Certains établissements déménagent ainsi leur salle des marchés de leurs locaux historiques en centre-ville, de la City vers Canary Wharf, de Paris intra-muros vers La Défense, et de Wall Street vers Times Square ou la banlieue résidentielle de New York dans le Connecticut ; UBS Warburg, par exemple, construit une salle des marchés à Stamford en 1997, puis l'agrandit en 2002, faisant de celle-ci la plus grande salle du monde, avec près de 10 000 m2, permettant d'installer 1 400 postes de travail et 5 000 écrans.
L'immeuble Basalte construit par Société générale est le premier immeuble spécifiquement affecté aux salles de marchés ; il prévoit notamment une double alimentation électrique pour assurer la continuité de l'activité de trading en cas de défaillance d'une des deux sources de production.
JP Morgan a un projet d'un nouvel immeuble à proximité du World Trade Center dont les six étages affectés aux salles des marchés seront partiellement suspendus, la surface disponible au sol étant insuffisante.

## L'infrastructure

### Les débuts
Le téléphone et le téléscripteur sont les premiers outils du broker. Le téléscripteur reçoit les cotations boursières et les imprime en continu sur un rouleau de papier (en anglais, le ticker tape). Les actions américaines y sont reconnues par un code mnémonique d'une à trois lettres, suivi du dernier cours, du plus bas, du plus haut et du volume négocié sur la journée. La diffusion est proche du temps réel, les cours sont rarement différés de plus d'un quart d'heure, mais le broker à la recherche du prix d'une valeur en particulier doit lire le rouleau…

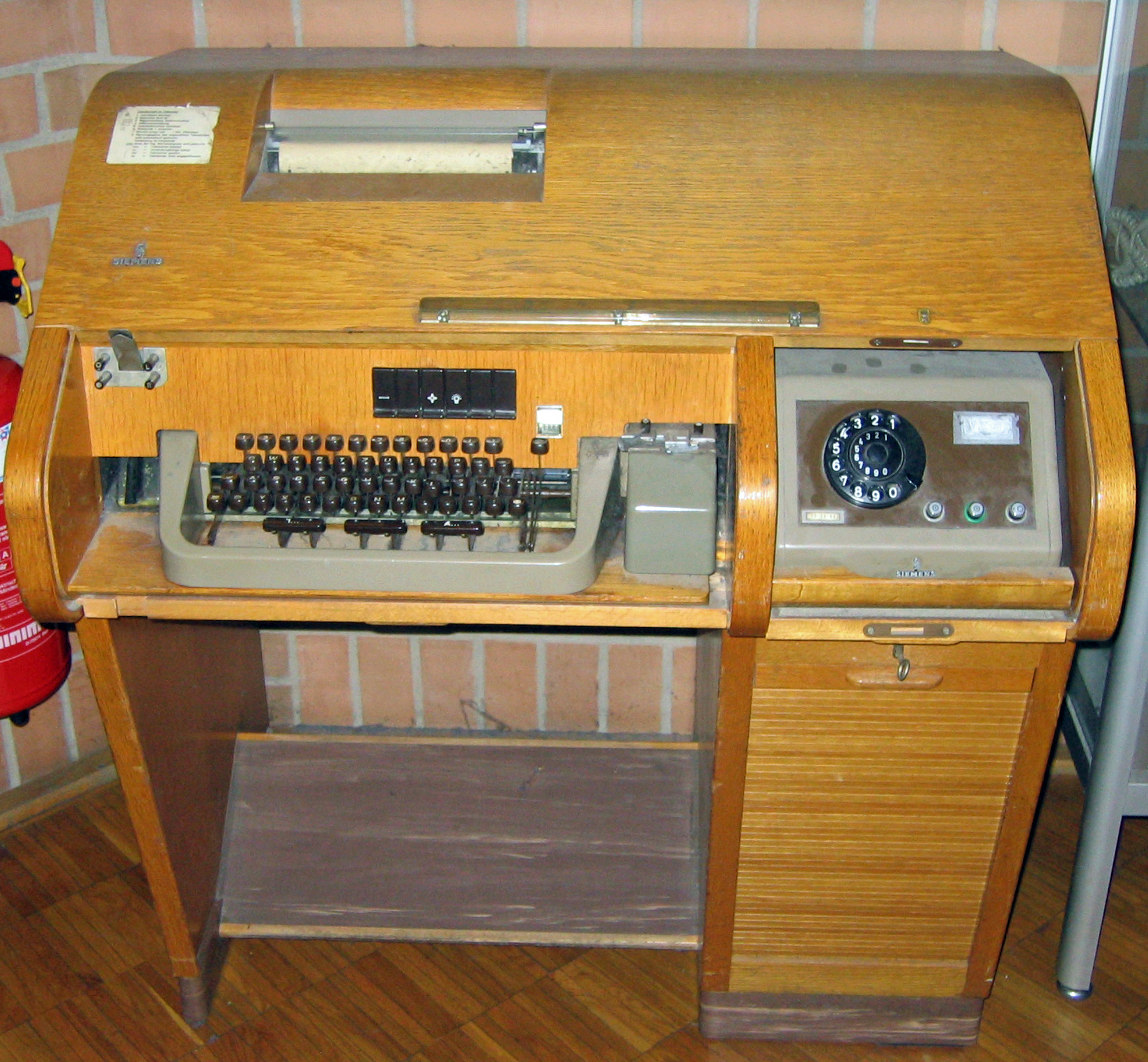
Téléscripteur

Dès 1923, la société Trans-Lux équipe le NYSE d'un système de projection sur grand écran d'une version transparente du rouleau de téléscripteur. Ce système sera ensuite adopté par la plupart des brokers new-yorkais jusque dans les années 1960.
En 1956 apparaît le Teleregister, un tableau électro-mécanique qui affiche les cours des actions. Il existe en deux variantes, des 50 principales ou des 200 principales actions cotées sur le NYSE ; mais encore faut-il être intéressé par ces valeurs, et pas par d'autres…
Dans les années 1960, le poste de travail de l'opérateur de marché se caractérise par l'encombrement des postes téléphoniques. L'opérateur jongle avec plusieurs combinés pour converser avec plusieurs brokers à la fois. Le calculateur électro-mécanique, puis électronique, lui permet de faire des calculs simples.

### Années 1970: la vidéo
Dans les années 1970, si l'apparition de l'autocommutateur téléphonique privé permet de simplifier l'équipement téléphonique des opérateurs, en revanche, le développement des offres d'affichage d'informations financières conduit à multiplier les moniteurs vidéo sur leur poste de travail, chacun de ces matériels étant spécifique à son fournisseur de données. Les données s'affichent en vert sur des écrans noirs et chaque mise à jour rafraîchit la page entière. Le commutateur vidéo permet de syndiquer plusieurs flux vidéo et les redistribuer vers un nombre limité de moniteurs ; par exemple, le système PRISM de Rich Inc. permet de traiter 10 écrans monochromes ou 4 en couleurs.
Telerate, Reuters, Bloomberg, Knight-Ridder, Quotron, Bridge, Instinet sont les principaux acteurs du marché de l'information financière, plus ou moins spécialisés selon les compartiments, du monétaire, des changes, des titres, respectivement, pour les 3 premiers d'entre eux.
Les traders jonglent désormais avec les claviers.

### Années 1980: le tableur
Cette décennie qui voit se généraliser les salles des marchés est aussi celle du développement de la micro-informatique et des stations de travail.
Les tableurs apparaissent, l'offre se scindant entre le monde du MS-DOS/Windows, pour PC, avec Lotus 1-2-3, rapidement supplanté par Excel, et celui d'Unix, pour les stations de travail, avec notamment Applix et Wingz (en). À côté des terminaux vidéos, il faut donc encore trouver de la place pour un écran d'ordinateur.
Très vite, Excel devient populaire auprès des opérateurs, comme outil d'aide à la décision et comme moyen de suivre leur position, et devient un puissant facteur de choix d'une plateforme Windows NT aux dépens d'une plateforme Unix ou VAX/VMS.
Si l'offre logicielle se développe pendant cette période, la salle des marchés souffre déjà d'un manque d'interopérabilité et d'intégration. Il n'y a notamment pas de transmission automatique des opérations depuis les outils de front-office, et notamment pas depuis Excel, vers les applications qui commencent à apparaitre dans les back-offices ; l'opérateur enregistre chaque transaction en remplissant un ticket pré-imprimé de couleur différente selon le sens (achat/vente ou prêt/emprunt), et un agent du back-office passe régulièrement récupérer les piles de tickets pour les ressaisir dans un autre système.

### Années 1990: la révolution numérique
Non seulement les outils d'affichage vidéo sont éclatés et enfermés dans des boites propriétaires, mais le mode même de l'affichage (la page s'affiche sur une requête préalable, et le temps de réponse peut être long) n'est plus adapté à des marchés devenus très liquides et qui requièrent une prise de décision en quelques secondes. Les traders attendent désormais, d'une part, une information qui arrive en temps réel, c'est-à-dire des cours qui se rafraîchissent dans la page affichée sans intervention au clavier, d'autre part, que ces données soient récupérables dans leurs outils d'aide à la décision ou de tenue de position, et en particulier dans leur tableur.
La révolution numérique, qui démarre dès la fin des années 1980, est le catalyseur qui permet de satisfaire ces attentes. Elle se traduit tout d'abord, au sein de la salle, par l'installation d'un système de distribution de données, un type de réseau local. En amont sont syndiqués les flux de différentes sources, en aval sont arrosés les postes des traders. On appelle feed-handler le serveur qui acquiert les données de l'intégrateur et les transmet au système de distribution locale. Enfin, le serveur de page composite acquiert les données temps réel et les assemble selon les maquettes configurées selon les besoins de chaque trader.
Reuters, avec son offre TRIARCH 2000, Teknekron, avec son TIB, Telerate avec TTRS, Micrognosis avec MIPS, se partagent bientôt ce nouveau marché. Reste à installer sur chaque poste un logiciel d'acquisition et d'affichage, et d'analyse graphique, de ces données.
Ce type d'outil permet généralement au trader d'assembler l'information pertinente en pages composites, comprenant un panneau de dépêches, donc en format textuel, glissant en temps réel de bas en haut, un panneau de cotation, par exemple les cours de change contre dollar américain, chaque cours passant quelques secondes en vidéo inversée chaque fois qu'il change de valeur, un panneau d'analyse technique, avec moyenne mobile, MACD, chandeliers ou autre indicateurs techniques, un autre affichant les cotations d'un même instrument par différents courtiers, etc.
Deux familles de progiciels appartiennent à cette nouvelle génération d'outils, l'une pour les plateformes Windows-NT, l'autre pour les plateformes Unix et VMS.

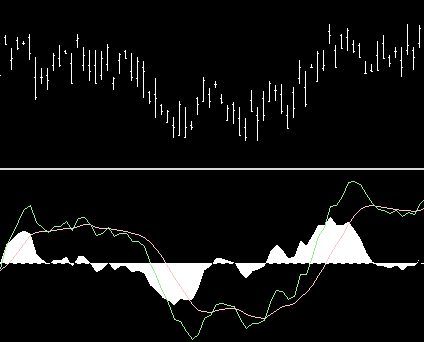
L'analyse technique restitue graphiquement l'analyse du comportement historique d'un instrument financier, afin de prévoir l'évolution de son cours.

Cependant Bloomberg et, sur le marché français, Fininfo, échappent à ce mouvement, préférant s'en tenir à un modèle de service bureau, chaque poste utilisateur étant asservi à une base de données et à des traitements centralisés. L'approche de ces fournisseurs est d'enrichir leur système du maximum des besoins en fonctionnalités pour que la question de l'ouverture vers des tableurs ou systèmes tiers ne se pose plus.
Par ailleurs, cette décennie voit l'irruption de la télévision dans la salle des marchés. Les déclarations de présidents de banque centrale sont désormais des événements très attendus, où le ton et la gestuelle sont décryptés. Le trader a alors un œil braqué vers le téléviseur, souvent perché en hauteur, l'autre vers un écran d'ordinateur, pour surveiller comment les marchés réagissent aux déclarations, tout en ayant, le plus souvent, un client au téléphone. Reuters, Bloomberg, CNN, CNBC proposent alors chacun une chaîne d'information continue spécialement conçue pour les marchés financiers.

### Années 2000: internet et bande passante
Le développement d'internet entraîne la chute du coût de l'information, y compris financière. Il porte un coup dur aux intégrateurs qui, comme Reuters, ont engagé des investissements considérables les années précédentes pour délivrer des données de marché en masse et en temps réel, et enregistrent à la fois une vague de résiliation des abonnements aux données et une mévente de leurs logiciels de distribution ou d'affichage de données.
D'autre part, les investissements des câblo-opérateurs aboutissent à une augmentation considérable de la capacité de transport de l'information. Les établissements ayant plusieurs salles de marché dans le monde profitent de cette bande passante pour relier leurs sites étrangers à leur site national en un modèle en étoile. L'émergence d'outils de type Citrix accompagne cette évolution, puisqu'ils permettent à un utilisateur distant de se connecter vers un bureau virtuel d'où il a alors accès aux applications du siège, dans des conditions de confort analogues à celles d'un utilisateur local. Là où dix ans plus tôt une banque d'investissement devait déployer un logiciel salle des marchés par salle des marchés, elle peut dorénavant restreindre de tels investissements sur un site unique. Le coût de mise en œuvre technique d'un site étranger se réduit ainsi essentiellement au poste des télécoms.
Et puisque l'architecture informatique se simplifie, se centralise, elle peut aussi s'externaliser. De fait, depuis quelques années, les principaux fournisseurs de technologie destinée aux salles de marché déclinent des offres d'hébergement.

## L'équipement logiciel
Dès la fin des années 1980, les feuilles de calcul ont rapidement proliféré sur les postes des traders tandis que le chef de salle, lui, n'avait pas de vision consolidée des positions qui soit à la fois exacte et en temps réel. L'hétérogénéité des règles de valorisation, la fragilité des feuilles de calcul susceptible d'entraîner des pertes de données critiques, les médiocres temps de réponse des PC pour assurer des calculs lourds, le manque de visibilité sur l'activité des traders, ont très vite suscité le besoin d'un système d'information partagé.
Cependant, les établissements éprouvent d'autres besoins, selon que leur métier est le trading ou l'investissement.

### Le risk-management
Le premier type d'application dédiée aux risques à s'introduire dans une salle de marchés, à la fin des années 1970, porte sur le contrôle global de limites d'engagement par contrepartie. Risk Exposure Management (RXM), développé par GE Information Services, et Global Limits Control System, commercialisé par Reuters, mettent à jour en temps réel les utilisations de limites de crédit et de règlement provenant des transactions négociées dans quelque salle des marchés que la banque ait dans le monde. Ces applications ne traitent alors que les opérations de change et les prêts interbancaires, et imposent une saisie sur un poste dédié, mais elles incarnent une architecture informatique sophistiquée pour l'époque.
Avec la multiplication des instruments traités par la salle, la direction des opérations de marché souhaite mettre en œuvre des processus collaboratifs entre desks, tels que :
- la couverture du risque de change comptant issu des positions de swaps de change ou de change à terme ;
- le refinancement par le desk interbancaire des positions de trading restant en portage en fin de journée ;
- la couverture des positions obligataires par des contrats ou options de taux d'intérêt.

Ces mécanismes nécessitent une mutualisation des données entre desks.
C'est ainsi que sont apparus, entre 1990 et 1993, Infinity, Summit, Kondor+, Finance Kit, Front Arena, Murex et Sophis Risque, rapidement mis sur le marché et placés sous la bannière du "risk-management", un terme valorisant mais sans doute moins exact que celui de « tenue de position ».
Bien qu'Infinity disparaisse, en 1996, avec le rêve brisé du toolkit censé traiter toutes les innovations de l'ingénierie financière, les autres systèmes sont encore bien vivants dans les salles de marché.
Ces produits ont généralement pour caractéristiques une architecture trois tiers, dont la partie back-end tourne sur une plateforme Unix, une base de données relationnelle (Sybase ou Oracle), un mécanisme d'acquisition en temps réel de données distribuées par le système RMDS de Reuters, et une interface utilisateur graphique et écrite en anglais, puisque leurs clients sont des salles de marchés situées n'importe où dans le monde. Saisie des transactions par les opérateurs, tenue de position, mesure des risques de marché (taux et change), calcul du P&L, par desk ou opérateur de marché, contrôle des limites fixées par contrepartie, sont les principaux services rendus par ces logiciels.
L'utilisation de ces fonctionnalités sera rendue obligatoire ultérieurement : en France, elles sont définies en 1997 dans une instruction de la Commission Bancaire relative au contrôle interne.

### Le trading électronique
Le téléphone, utilisé sur les marchés de gré à gré, est source de malentendus. Les deux parties s'étant mal comprises sur un des termes de la négociation, il est quelquefois trop tard pour redresser une opération quand la confirmation est reçue et révèle une anomalie.
Le premier marché à découvrir le trading électronique est le marché des changes. Reuters crée son Reuter Monitor Dealing Service en 1981. Les contreparties se repèrent par écran interposé et conviennent d'une transaction en mode vidéotex, où les données sont encore peu structurées. Son successeur, Dealing 2000, porté sous Windows, est lancé en 1989. Comme Electronic Broking Services (en), qui le concurrence à partir de 1997, il traite essentiellement le change comptant.
Les États-Unis voient ensuite apparaître plusieurs offres, Bloomberg, BrokerTec, TradeWeb, notamment, dans le domaine des valeurs mobilières, tandis que dans les salles des marchés européennes apparaissent l'italien MTS et le français Web-Bonds ; bien que les obligations (mais pas les bons du Trésor) soient cotées en bourse, 90 % des transactions obligataires sont négociées en gré à gré, d'où la pertinence de ces outils.
Plus récemment sont apparus des produits spécialisés, comme Swapswire, pour négocier les swaps de taux, Secfinex et Equilend pour le prêt/emprunt de titres (c'est l'emprunteur qui paie l'abonnement au service).
Cependant, ces outils souffrent généralement d'un manque de liquidité. Contrairement à une prédiction maintes fois annoncée, le trading électronique n'a pas fait disparaitre le courtage traditionnel. Du reste, les opérateurs préfèrent panacher les deux modes : l'écran, pour la découverte des prix, et la voix, pour traiter les grosses transactions.

### Carnet d'ordre et routage
Pour les produits des marchés organisés, les processus sont différents : les ordres de la clientèle doivent être rassemblés, le cas échéant exécutés en interne, quand ils peuvent être appariés, avant d'être transmis à un broker, un système multilatéral de négociation, ou directement en bourse, si la valeur est domestique, la liquidité du titre suffisamment importante et la taille de l'ordre pas trop élevée. Les ordres sont ensuite exécutés partiellement ou en totalité, puis dépouillés, c'est-à-dire imputés sur le compte de chaque donneur d'ordre. La multiplication des instruments traités et des circuits de transmission ont alors rendu nécessaire l'informatisation de ce carnet d'ordres.
Les marchés organisés (bourses et marchés à terme) proposent chacun leur poste de saisie et transmission d'ordres, voire une interface de programmation, pour permettre à l'établissement de se connecter à partir d'un système de gestion d'ordres développé en interne. Mais des éditeurs proposent aussi aux salles des marchés des progiciels qui prennent en charge les différents protocoles de communication à ces marchés, notamment Fidessa (en), très présent à Londres, Sungard Global Trading, le suédois Orc Software (sv) ou le français Horizon Software.

### Letradingalgorithmique
Dans le program trading, les ordres sont générés par un programme informatique, au lieu de procéder d'une décision d'un opérateur de marché. On parle également de trading algorithmique. Il ne s'applique qu'aux marchés organisés, pour lesquels la transaction ne dépend pas d'une négociation avec une contrepartie en particulier.
Une application classique du program trading consiste à générer des ordres d'achat ou de vente d'une action dès que son prix franchit un certain seuil, à la hausse ou à la baisse. Une vague de ventes sur prix stop a été ainsi largement incriminée, lors de la crise financière de 1987, comme la cause de l'accélération de la chute des cours en bourse. Depuis lors, cependant, le program trading n'a cessé de prendre de l'importance, notamment avec la multiplication des ETF, OPCVM répliquant un indice boursier, et le développement de la gestion structurée. Un ETF répliquant le CAC 40, par exemple, passe 40 ordres d'achat, ou 40 ordres de vente, selon que le fonds enregistre, du jour au lendemain, un flux net de souscriptions ou de rachats ; on appelle généralement panier la série d'ordres répliquant l'indice. De plus, une modification du poids des actions dans un indice, sous l'effet par exemple d'une augmentation de capital de l'une d'entre elles, nécessite de passer autant d'ordres d'achat ou de vente pour que la composition du fonds continue à refléter fidèlement celle de l'indice. Si un programme permet de générer plus rapidement un gros volume d'ordres qu'un trader, il peut cependant nécessiter la surveillance d'un ingénieur financier, qui le cas échéant y apporte ses retouches.
La multiplicité des programmes de trading, dont certains appliquent les mêmes règles de gestion, amène leurs concepteurs à chercher un avantage compétitif grâce à la technique, en jouant sur la puissance des serveurs de flux boursier ou le multi-threading de façon à s'assurer que les ordres parviennent dans le carnet d'ordres central avant ceux des concurrents. La réussite d'un algorithme peut ainsi se jouer au millième de seconde. Ce type de program trading, qu'on appelle généralement high-frequency trading, est cependant contraire au principe d'équité de traitement entre donneurs d'ordre, et plusieurs régulateurs envisagent de l'interdire.

### La gestion de portefeuille
Au retour d'exécution d'un ordre, le gérant d'OPCVM comme le trader d'une banque d'investissement doivent mettre à jour leurs positions. Cependant, le gérant n'a pas besoin de valoriser ses positions en temps réel : à la différence du trader dont l'horizon est la journée, le gérant se place dans une perspective de moyen-long terme. En revanche, il a besoin d'un contrôle de provision et d'une confrontation de son portefeuille à son benchmark, voire d'un traitement de rebalancing (rééquilibrage), qui génère les ordres nécessaires pour que le portefeuille revienne à la composition de référence.
Une autre famille de progiciels, de gestion de portefeuille, assure ce type de besoins. Bloomberg, Decalog, PATIO PM, Apollo, Triple A, Sophis Value, SimCorp, en sont les principaux représentants.

## Relations avec le back-office
La réglementation bancaire édicte, dans la plupart des pays, le principe d'indépendance entre front-office et back-office : une opération négociée par la salle des marchés doit être validée par le back-office pour être ensuite confirmée à la contrepartie, être réglée, et comptabilisée. Ces services doivent être rattachés à des directions indépendantes l'une de l'autre jusqu'au niveau le plus élevé possible dans la hiérarchie,.
En Allemagne, la réglementation va plus loin, le « principe des quatre yeux » exigeant que toute négociation conclue par un opérateur de marché soit vue par un autre opérateur avant d'être soumise au back-office.
En Europe continentale, les établissements mettent l'accent, dès le début des années 1990, sur le Straight Through Processing (STP), c'est-à-dire l'automatisation de la transmission des opérations vers le back-office. Leur objectif est d'améliorer la productivité des agents du back-office, en remplaçant une ressaisie des opérations par une validation.
Les éditeurs du risk-management ou de la gestion de portefeuille répondent à cette attente soit en ajoutant dans leur système les fonctionnalités back-office, soit en y développant la connectivité, pour faciliter l'intégration des opérations dans un progiciel dédié au back-office. Les anglo-saxons, moins réticents à la création de postes dans les back-office, sont moins sensibles au critère de la productivité, et développent leurs interfaces avec quelques années d'écart. Sur les marchés des titres, les réformes de Place visant à réduire le délai de règlement-livraison, généralement de 3 jours ouvrés, à 1 voire 0 jour, constituent un aiguillon pour l'automatisation des flux.
Tant que les systèmes de front-office et de back-office sont séparés, les opérateurs les plus réticents à saisir eux-mêmes leurs transactions dans le système front-office, qu'ils trouvent naturellement plus contraignant que leur tableur, sont tentés de se défausser sur un assistant trader ou un agent du middle-office. Une politique de STP est alors aussi un moyen détourné pour les contraindre à saisir eux-mêmes. Du reste, l'enregistrement informatique des transactions, et dans le délai le plus bref à partir de la négociation, relève d'une « bonne pratique », voire d'une obligation réglementaire.
La réglementation tend à priver la salle des marchés du pouvoir de valorisation des positions. Cependant, les agents du back-office ne sont pas nécessairement en situation de pouvoir critiquer les prix proposés par le front-office pour des instruments complexes ou peu liquides, et qu'aucune source indépendante, telle Bloomberg, ne publie.

## Anatomie des principales défaillances

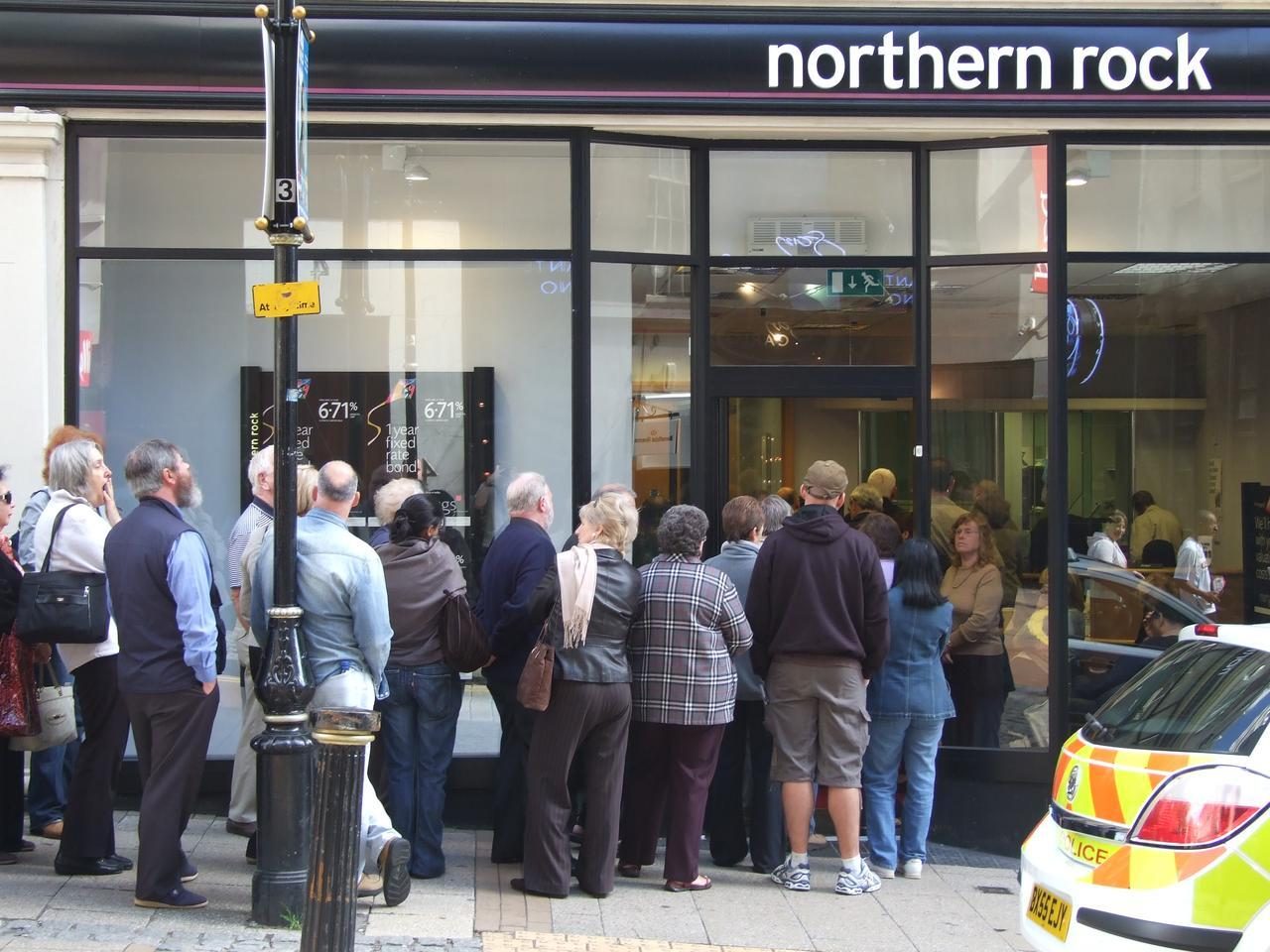
Déposants venus fermer leur compte chez Northern Rock

Qu'elle en soit l'acteur ou le simple témoin, la salle des marchés est le lieu où se vit toute défaillance mettant en jeu l'existence d'une société.
Dans le cas de Northern Rock, Bear Stearns ou Lehman Brothers, toutes trois emportées par la crise des subprimes, en 2008, si la salle des marchés ne parvient pas à trouver des contreparties sur le marché monétaire pour se refinancer, et donc à faire face à une crise de liquidité, la défaillance de l'établissement tient à son modèle économique, non à un dysfonctionnement de sa salle des marchés.
En revanche, dans les exemples du tableau ci-dessous, si la défaillance a presque toujours pour catalyseur des conditions adverses de marché, elle a aussi une cause opérationnelle :
| Mois Année | Société                | Opérations fictives | Dissimu- lation de position | Dépassement de position autorisée | Délit d'initié | Manipulation de cours | Risque mal calculé | Valorisation erronée | Défaut de contrôle du trader | Habili- tations non appropriées | Erreur de saisie | Consé- quences pour la société  |
| ---------- | ---------------------- | ------------------- | --------------------------- | --------------------------------- | -------------- | --------------------- | ------------------ | -------------------- | ---------------------------- | ------------------------------- | ---------------- | ------------------------------- |
| Avr. 87    | Merrill Lynch          |                     |                             | ✔️                                |                | ✔️                    |                    |                      | ✔️                           |                                 |                  |                                 |
| Fév. 90    | Drexel Burnham Lambert |                     |                             |                                   | ✔️             | ✔️                    |                    |                      | ✔️                           |                                 |                  | amende et faillite              |
| Sep. 91    | Salomon Brothers       |                     |                             |                                   | ✔️             |                       |                    |                      |                              |                                 |                  | amende et faillite              |
| Oct. 94    | CCR                    |                     |                             |                                   | ✔️             | ✔️                    |                    |                      |                              |                                 |                  |                                 |
| Fév. 95    | Barings                |                     |                             |                                   |                | ✔️                    |                    |                      | ✔️                           | ✔️                              |                  | faillite                        |
| Avr. 95    | Kidder Peabody         | ✔️                  | ✔️                          |                                   |                |                       |                    |                      |                              |                                 |                  |                                 |
| Juil. 95   | Daiwa                  | ✔️                  |                             | ✔️                                |                |                       |                    |                      | ✔️                           |                                 |                  | réduction imposée de l'activité |
| Juin 96    | Sumitomo               |                     | ✔️                          |                                   |                | ✔️                    |                    |                      | ✔️                           | ✔️                              |                  | amendes + dommages-intérêts     |
| Jan. 98    | UBS                    |                     |                             |                                   |                |                       | ✔️                 | ✔️                   |                              |                                 |                  |                                 |
| Sep. 98    | LTCM                   |                     |                             |                                   |                |                       | ✔️                 |                      |                              |                                 |                  | recapitalisation                |
| Déc. 01    | UBS Warburg (Tokyo)    |                     |                             |                                   |                |                       |                    |                      |                              |                                 | ✔️               |                                 |
| Sep. 06    | Amaranth Advisors (en) |                     |                             |                                   |                | ✔️                    | ✔️                 |                      |                              |                                 |                  |                                 |
| Sep. 07    | Calyon                 |                     |                             | ✔️                                |                |                       |                    |                      |                              |                                 |                  |                                 |
| Jan. 08    | Société générale       | ✔️                  | ✔️                          | ✔️                                |                |                       |                    |                      | ✔️                           |                                 |                  | amende                          |
| Fév. 08    | Crédit suisse          |                     |                             |                                   |                |                       |                    | ✔️                   |                              |                                 |                  |                                 |
| Mai 08     | Morgan Stanley         |                     |                             |                                   |                |                       |                    | ✔️                   | ✔️                           |                                 |                  |                                 |
| Oct. 08    | Caisse d'épargne       |                     |                             | ✔️                                |                |                       |                    |                      | ✔️                           |                                 |                  | amende                          |
| Oct. 08    | CITIC Pacific          |                     |                             | ✔️                                |                |                       |                    |                      | ✔️                           |                                 |                  |                                 |
| Sep. 11    | UBS                    | ✔️                  | ✔️                          | ✔️                                |                |                       |                    |                      | ✔️                           |                                 |                  | démission du PDG                |

Ces causes opérationnelles, ci-dessus en colonnes, sont le résultat de failles dans l'organisation ou le système d'information :
- Une opération fictive est rendue possible par un système qui permet d'affecter une opération à une contrepartie elle-même fictive, ou à une contrepartie réelle, mais que le système n'envoie ni à la contrepartie, sous forme de confirmation automatique, ni au back-office, pour règlement et comptabilisation ;
- La dissimulation de position, qui est frauduleuse, et le dépassement de position autorisée, qui ne l'est pas, sont également rendues possibles par l'absence d'un mécanisme de contrôle de limites avec transmission d'alerte de dépassement à la Direction des Risques, ou par une non-prise en compte chez elle de telles alertes ;
- Certains délits d'initiés peuvent s'expliquer par la proximité, au sein de la salle des marchés, de desks aux intérêts divergents, comme celui des émissions sur le marché primaire et celui du placement pour compte de clientèle ;
- La manipulation de cours peut être rendue possible par l'absence de contrôle de la part des instruments détenus par rapport à l'encours émis sur le marché (qu'il s'agisse d'une capitalisation, pour une action, ou d'une position ouverte, pour un instrument à terme) ;
- Le risque peut être mal calculé, parce qu'il dépend de paramètres dont la qualité ne peut être vérifiée, ou parce qu'une confiance excessive est accordée au modèle mathématique utilisé ;
- Une valorisation erronée peut découler d'une manipulation frauduleuse des prix de référence ou de l'utilisation de prix obsolètes faute de cotation récente et faute d'avoir procédé à une évaluation alternative ;
- Le défaut de contrôle du trader se manifeste par la faiblesse du dispositif de reporting exigé de lui, ou par le manque d'expertise ou d'analyse critique des destinataires de ce reporting ;
- Une habilitation est inappropriée, soit parce qu'elle est accordée par la hiérarchie en contradiction avec les pratiques admises dans la profession ou par la réglementation, soit parce qu'elle n'est pas accordée mais techniquement en vigueur, parce que le système d'information ne sait pas la gérer ou n'a pas été paramétré pour la gérer ;
- Enfin, une erreur de saisie est possible si le système est faible en contrôles de plausibilité, tel que sur l'ordre de grandeur d'une transaction, ou n'applique pas de principe de « quatre yeux », où une anomalie manifeste aurait pu être détectée par une autre personne.

## Salles détruites
- Le 5 mai 1996, dans la nuit d'un samedi au dimanche, un incendie, suspecté d'origine criminelle, ravage la salle des marchés du Crédit lyonnais ; les activités de marché sont transférées en quelques jours dans une salle des marchés de secours[44] en dehors de Paris[45].
- le 11 septembre 2001, l'attentat contre le World Trade Center détruit la salle de Cantor Fitzgerald et tue 658 personnes, les deux tiers de ses employés[46]. L'activité de trading reprendra cependant au bout d'une semaine.